# 地平線から来た男
『地平線から来た男』（Support Your Local Gunfighter、もしくはLatigo）は、1971年に公開されたアメリカ合衆国の西部劇映画。映画『用心棒』とそのリメイク『荒野の用心棒』をパロディ化し、コメディとして描いた作品。監督はバート・ケネディ。出演はジェームズ・ガーナーなど。多くのスタッフやキャストが共通する映画『夕陽に立つ保安官』の姉妹編と呼べる作品である。

## キャスト
※括弧内は日本語吹替（初回放送1977年7月25日『月曜ロードショー』）
- ラティゴ・スミス：ジェームズ・ガーナー（羽佐間道夫）
- ペイシェンス・バートン：スザンヌ・プレシェット（武藤礼子）
- テイラー・バートン：ハリー・モーガン（大木民夫）
- ジャグ・メイ：ジャック・イーラム（緑川稔）
- ジェニー：ジョーン・ブロンデル
- ゴールディー：マリー・ウィンザー
- エームズ大佐：ジョン・デナー（藤本譲）
- Ez：ヘンリー・ジョーンズ
- ドック・シュルツ：ダブ・テイラー
- パーキンス夫人：キャスリーン・フリーマン
- バッド・バートン：ディック・カーティス
- マクラグレン：ウィリス・ボーシェイ
- モリス：ウォルター・バーク
- 肉屋：ジーン・エヴァンス
- スウィフティ・モーガン：チャック・コナーズ（玄田哲章）（ノンクレジット）

## スタッフ
- 監督・製作総指揮：バート・ケネディ
- 製作：ビル・フィネガン
- 脚本：ジェームズ・エドワード・グラント、バート・ケネディ
- 撮影：ハリー・ストラドリング・Jr.
- 音楽：ジャック・エリオット、アリン・ファーガソン